# The Arm of the Law
The Arm of the Law é un film statunitense del 1932 diretto da Louis King.

## Trama
Un giornalista Robin Dale e un detective della polizia John Welling si uniscono le forze per indagare sull'omicidio di una cabarettista.